# Острів Чкалова
Острів Чка́лова (також острів Чкалов, колишня назва Удд) — невеликий безлюдний острів Охотського моря розташований за 5,5 км на схід від західного берега Сахалінської затоки. Відокремлює від моря середню частину затоки Щастя. Розміри — 17 км завдовжки і 1 км завширшки. Територія Ніколаєвського району Хабаровського краю Російської Федерації.
Відкритий у 1640 році козаками Івана Москвітіна і входив у склад островів так званої «Гіляцької Орди». Названий на честь радянського льотчика Валерія Чкалова, який здійснив посадку на острів під час перельоту Москва — Петропавловськ-Камчатський. На згадку про приземлення Чкалова на острові встановлений пам'ятник.
Береги низькі, утворені із піску та гальки. У південно-східну частину впадає бухта з глибинами від 2 до 3 м, на північно-східному березі — рибний промисел.